# Potamogeton bicupulatus
Potamogeton bicupulatus är en nateväxtart som beskrevs av Merritt Lyndon Fernald. Potamogeton bicupulatus ingår i släktet natar, och familjen nateväxter. Inga underarter finns listade.